# Бамбуковая соль
Бамбуковая соль (кор. 죽염?, 竹鹽? [tɕu.ɡjʌm]) — это традиционная корейская приправа и традиционное лечебное средство, представляющее собой девятикратно запечённую на огне из сосновых дров в стебле бамбука морскую соль. 

## Изготовление
Для приготовления бамбуковой соли морскую соль насыпают в бамбуковый стебель и залепляют жёлтой глиной. Смесь запекают в железной печи и запекают девять раз при высокой температуре на сосновых дровах.
Стебель бамбука наполняется морской солью, добываемой на побережье Жёлтого моря на западе Корейского полуострова, заливается красной глиной и запекается в печи на сосновых дровах. После запекания комочки соли затвердевают. Её вынимают, измельчают и повторно упаковывают в стебель бамбука для следующего цикла. Во время выпечки соль впитывает в себя компоненты бамбука, которые придают ей особую сладость, называемую вкусом Гамроджунга (кор. 감로정?, 甘露亭?). Предполагается, что в процессе выпечки примеси, содержащиеся в соли, удаляются или нейтрализуются, в то время как содержание полезных неорганических веществ, таких как кальций, калий, железо, медь и цинк, увеличивается. При выпечке соль темнеет. В девятом процессе выпечки используется самая высокая температура — более 1000 °C. После этого бамбуковая соль представляет собой смесь из синих, жёлтых, красных, белых и чёрных кристаллов.
Хорошо пропечённая бамбуковая соль, температура запекания на девятой стадии которой превышает 1500 °C, называется «фиолетовой бамбуковой солью» (кор. 보라색죽염?, 紫竹鹽? bolasaegjug-yeom) из-за её уникального фиолетового цвета, который указывает на наилучшее качество. Хотя качество бамбуковой соли нельзя определить исключительно по цвету, её кристаллическая структура и стойкость имеют решающее значение при определении сорта, и, соответственно, цены. 

## История
Существуют разные мнения о происхождении бамбуковой соли. Существует теория, что это секретный метод, существующий со времен правления легендарного основателя государства Кочосон (Древний Чосон) Тангуна, а другая теория состоит в том, что это секретный метод изготовления лекарства, разработанный буддийским монахом Мастером Джинпё в Бусуи Бан (кор. 부사의방?, 不思義房?) в Пёнсане. Однако метод производства бамбуковой соли, практикуемый только в отдельных буддийских монастырях, популяризировал Инсан Ким Иль Хун (кор. 김일훈?, 金一勳?, 1909-1992), поэтому наиболее широко известная теория заключается в том, что он был первым, кто изобрел метод производства бамбуковой соли.

## Значение в корейской традиционной медицине
В корейской народной медицине считается, что микроэлементы, содержащиеся в желтой глине и бамбуке, делают этот вид соли более полезным для здоровья. Исторически бамбуковая соль использовалась в качестве средства для улучшения пищеварения, кровоостанавливающего, дезинфицирующего средства или средства для чистки зубов.
Врач корейской народной медицины Инсан Ким Ир Хун (1909-1992) был (по данным его института) первым, кто заявил, что бамбуковую соль можно использовать для лечения рака. Другие его утверждения заключаются в том, что бамбуковую соль можно использовать для лечения воспаления кишечника, язвенной болезни, диспепсии, опухолей пищевода и многих других заболеваний.

## Проблемы со здоровьем
В процессе копчения в продукт могут попадать канцерогенные полициклические ароматические углеводороды (ПАУ), например, 3,4-бензпирен и диоксин, образующиеся при сжигании топлива. Регламентом ЕС 1881/2006 максимальный допустимый уровень ПАУ в пищевых продуктах установлен в 5 мкг ПАУ на кг сырой массы копчёного мяса, рыбы и морепродуктов, но не для бамбуковой соли. Употребление копченых продуктов, в том числе и бамбуковой соли является причиной повышенного поступления ПАУ в организм. Достоверно установлено, что регулярное употребление копчёного мяса и рыбы может увеличить риск некоторых видов рака и сердечно-сосудистых заболеваний, но в отношении бамбуковой соли подобны исследований длительное время не проводилось из-за ограниченности сферы её употребления территорией Корейского полуострова, ресторанами корейской кухни и традиционной корейской медициной в других странах. В то же время обычно копчёные продукты, содержащие высокие уровни ПАУ употребляются сравнительно редко, и за счет этого дают меньший вклад в общее поступление ПАУ в организм.
В 2002 году в результате расследования Управления безопасности пищевых продуктов и медикаментов Республики Корея было выявлено, что бамбуковая соль некоторых производителей содержала диоксины выше стандартного уровня, что привело к резкому падению продаж других видов бамбуковой соли. Возникла «бамбуковая соляная волна» — резкий рост продаж продукции соляных компаний, где диоксины не был обнаружены или был обнаружены ниже стандартного уровня. После этого Управление безопасности пищевых продуктов и лекарств объявило о «Мерах по управлению безопасностью бамбуковой соли и жареной соли», в которых основное внимание уделяется «остаточному количеству диоксинов, представляющему опасность» для бамбуковой соли. 